# Parrish (film)
Parrish is een Amerikaanse dramafilm uit 1961 onder regie van Delmer Daves. De film is gebaseerd op de gelijknamige roman uit 1958 van Mildred Savage en heeft Troy Donahue in de titelrol.

## Verhaal
Ellen McLean is een weduwe die haar tienerzoon Parrish financieel wil ondersteunen. Om die reden accepteert ze een baan bij de tabaksplantage van Sala Post in Connecticut. Haar voorname taak is om Posts verwende tienerdochter Alison gezelschap te bieden. Alison ziet in Parrish de perfecte jongen om zich af te zetten tegen haar vader: Parrish is een ruige boerenjongen die niks geeft om de etiquette van de bovenklasse. Ze weet zeker dat haar vader de relatie nooit zal goedkeuren en versiert hem al gauw. Tot ongenoegen van Ellen gaat Parrish echter uit met Lucy, een arm meisje dat een reputatie heeft als losbandige jongedame. Ellen raakt ondertussen verliefd op tabaksplanter Judd Raike, de succesvolle rivaal van Post.

## Rolverdeling
| Acteur             | Personage      |
| ------------------ | -------------- |
| Troy Donahue       | Parrish McLean |
| Claudette Colbert  | Ellen McLean   |
| Karl Malden        | Judd Raike     |
| Dean Jagger        | Sala Post      |
| Connie Stevens     | Lucy           |
| Diane McBain       | Alison Post    |
| Sharon Hugueny     | Paige Raike    |
| Dub Taylor         | Teet Howie     |
| Hampton Fancher    | Edgar Raike    |
| David Knapp        | Wiley Raike    |
| Saundra Edwards    | Evaline Raike  |
| Sylvia Miles       | Eileen         |
| Bibi Osterwald     | Rosie          |
| Madeleine Sherwood | Addie          |
| Hayden Rorke       | Tom Weldon     |
| Carroll O'Connor   | Brandweerman   |

## Productie
Aanvankelijk had filmregisseur Joshua Logan plannen om het boek te verfilmen met Clark Gable en Vivien Leigh in de hoofdrollen, maar uiteindelijk werd Delmer Daves aangesteld. De film betekende voor Claudette Colbert haar laatste filmrol: de 58-jarige actrice was ontevreden met de filmrollen die destijds in Hollywood beschikbaar waren voor vrouwen van haar leeftijd en meende deze rol te accepteren omdat haar personage werd afgebeeld als seksueel actieve vrouw. Voor Troy Donahue daarentegen betekende deze film zijn grote doorbraak als tieneridool.

## Ontvangst
De film bracht in de Verenigde Staten veel geld in het laatje, maar werd uitgespuwd door de pers. Ook in Nederland kreeg de film destijds matige reviews. Recensent van De Volkskrant schreef: "Het is allemaal dikke kitsch met een rare Amerikaanse opvoedkundige pretentie en liefdesscènes in mistige kleurtjes. Dat 't toch af en toe zowaar nog boeit, komt door het boeiende decor: een vallei vol tabakskwekers in Connecticut, waar de oogsten even ongewis zijn als de familieverhoudingen." In Het Parool werd een soortgelijk oordeel geveld: "Parrish is een curieus voorbeeld van wat damesbladenverhalen zouden kunnen zijn als seks niet taboe was - vol met goedkope gemeenplaatsen en waarheden en doortrokken van de vage het-goede-overwint-toch-geest waarin Amerikanen zich vaak zo dwepend kunnen wentelen."